# Демонстрация против Аниты Брайант в Хьюстоне

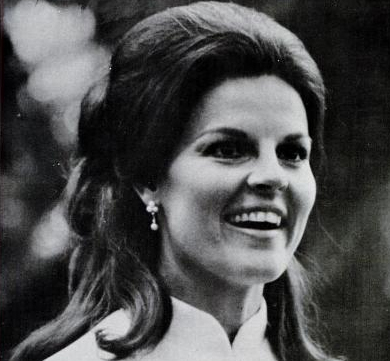
Анита Брайнт в 1971 году

В 1977 году Коллегия адвокатов штата Техас пригласила кантри-певицу Аниту Брайант выступить на своей встрече в городе Хьюстон. В ответ на откровенные антигомосексуальные взгляды Брайант и её кампанию «Спасите наших детей», 16 июня 1977 года тысячи ЛГБТ — жителей Хьюстона и их сторонников прошли через центр города в знак протеста. Протесты были названы «Хьюстонским Стоунволлом» и положили начало масштабному движению за права ЛГБТ в Хьюстоне.

## Фон
В 1960-х годах ЛГБТ в Хьюстоне начали компактно селиться в нейборхуде Монтроуз, который за эти годы превратился в центр местной ЛГБТ-культуры. В 1968 году в Монтроуз насчитывалось двадцать шесть гей-баров.
Стоунволлские бунты 1969 года не способствовали продвижению прав ЛГБТ в Хьюстоне в такой степени, как в Нью-Йорке. Отчасти потому, что Хьюстон в то время считался городом «библейского пояса». В 1970 году в Хьюстонском университете появилось отделение Фронта освобождения геев, которое было расформировано в 1973 году. В том же году были основаны ЛГБТ-группа под названием «Честность» и Политическая коалиция геев, выступавшая за отмену антигомосексуального законодательства и принятие закона, защищавшего от дискриминации по признаку сексуальной ориентации. В 1975 году в Хьюстоне было основано Политическое собрание геев (GPC), преследовавшее те же цели.
Несколько событий, произошедших в городе, стимулировали ЛГБТ-сообщество к началу активной борьбы за свои права. Одним из таких событий стал каминг-аут контролёра казначейства округа Харрис Гэри Ван Отегэма на заседании суда уполномоченных по вопросу о защите прав геев и лесбиянок. Его признание получило широкий резонанс. Ван Отегэм был уволен с государственной службы и возглавил Политическое собрание геев. Другим событием стало убийство полицейскими в 1976 году Гэри Уэйна Стока, бармена гей-бара «Вовне / Внутри». Департамент полиции Хьюстона объяснил действия своих сотрудников тем, что Сток нарушил правила дорожного движения (проехал на красный свет светофора) и был застрелен ими в целях самообороны. В планировании демонстрации Аниты Брайант участвовали все лидеры местного ЛГБТ-сообщества. Дизайнеры создали логотипы и флаеры. Фред Пэз и Рэй Хилл вели переговоры с Департаментом полиции для исключения провокаций и беспорядков во время мероприятия. Хиллу было поручено координировать действия маршалов и поддерживать связь с полицией во время марша и демонстрации.

## Протесты
Местом для встречи Коллегии адвокатов штата Техас 16 июня 1977 года был выбран отель «Хайятт» в центре Хьюстона. Коллегия пригласила кантри-певицу Аниту Брайант спеть и выступить на их встрече. Брайант была активной противницей предоставления прав гомосексуальным людям и возглавляла кампанию под названием «Спасите наших детей» в округе Дейд, в штате Флорида. Она выступала за отмену антидискриминационного постановления, защищавшего ЛГБТ. Коллегия адвокатов распространила почти тридцать тысяч брошюр с фотографией Брайант. Многие члены местного ЛГБТ-сообщества выступили против этого приглашения, и оно было быстро аннулировано. Однако вскоре после этого Брайант было отправлено второе приглашение, в котором ей предлагалось только спеть. Коллегия извинилась за ошибку. Брайант приняла приглашение и должна была появиться на встрече.
В день встречи 16 июня 1977 года пастор Джо Уэст провел антигомосексуальный митинг у мэрии Хьюстона. В 20:00 около 3000 протестующих, состоявших из местных ЛГБТ и их сторонников, собрались на паркинге в нейборхуде Монтроуз на углу улиц Бэгби и Макгоуэн. На собравшихся были чёрные нарукавные повязки с розовыми треугольниками. Затем они мирно прошли мимо отеля «Хайятт» к Хьюстонской публичной библиотеке. Здесь перед демонстрантами выступили с речью глава издания «Адвокат» Дэвид Б. Гудстейн, актриса Лиз Торрес и основатель церкви Метропольной общинной церкви пастор Трой Перри. К тому времени численность протестующих выросла до 8000-10000 человек. 10 адвокатов, присутствовавших на встрече Коллегии, вышли из отеля и присоединились к демонстрантам с повязками на рукавах. Затем протест превратился в бдение при свечах. На месте протеста стояли полицейские в спецодежде. Выступление самой Брайант в отеле было встречено бурными овациями.

## Последствия и наследие
Бывший президент Политического собрания геев Ларри Багнерис назвал демонстрацию «первым крупным политическим актом, который мы, геи, предприняли в Хьюстоне». Один из организаторов марша достоинства в Хьюстоне в 1978 году сказал: «Надо было появиться Аните Брайант, чтобы вытащить стольких наших братьев и сестёр из шкафов». ЛГБТ-активист Рэй Хилл заявил: «Община геев и лесбиянок в Хьюстоне фактически стала сообществом. До Аниты ЛГБТ-сообщество ассоциировалось с гей-барами. После Аниты оно стало ассоциироваться с людьми».
Всё больше представителей местного ЛГБТ-сообщества стали активно участвовать в политике, и выборные должностные лица начали обращаться к ним за поддержкой. В 1978 году было проведено мероприятие под названием «Городское собрание I», во время которого хьюстонские геи и лесбиянки встретились, чтобы обсудить политические и социальные проблемы. В 1980 году сообщество получило беспрецедентное признание; дружественная к ЛГБТ Кэти Уитмайр победила на выборах за место городского контролёра, получив поддержку со стороны Политического собрания геев.
Сама демонстрация в конечном итоге стала ежегодным маршем достоинства в Хьюстоне. Информация о демонстрации протеста вошла в диссертацию Брюса Ремингтона «Двенадцать лет борьбы. Гомосексуалы в Хьюстоне 1969—1981», которая была написана им в 1983 году и является одним из немногих исследований о раннем периоде в истории ЛГБТ-сообщества Хьюстона.